# Бизли, Лоуренс
Лоуренс Бизли (англ. Lawrence Beesley; 31 декабря 1877 — 14 февраля 1967) — британский преподаватель естественных наук, журналист, выживший пассажир лайнера «Титаник».
Бизли получил образование в школе Дерби, затем в колледже Гонвилл-энд-Киз. В 1903 году он получил диплом по специализации естественные науки.
Начав свою деятельность как школьный учитель в средней школе Уирксворта, Бизли перешёл в Даличский колледж, где стал магистром естественных наук. В 1957 году он ещё работал директором Нортвудской школы коучинга в графстве Мидлсекс. Внук Бизли — научный редактор The New York Times Николас Уэйд. 

## «Титаник»
Бизли является одним из выживших пассажиров известного лайнера «Титаник». После крушения он написал книгу о своём впечатлении под названием «Гибель «Титаника», опубликованную всего через девять недель после катастрофы. 
Когда шлюпка № 13 спускалась на шлюпочную палубу, поблизости не было видно ни женщин, ни детей, но, похоже, оставалось место и для других. В результате Бизли было приказано прыгнуть в спасательную шлюпку прямо перед её спуском. Ему удалось пережить инцидент, когда спасательная шлюпка № 15 едва не приземлилась на верхушку шлюпки № 13. Кочегар котельной № 6 Фред Барретт в последнюю минуту сумел перерезать верёвки и оттолкнуться от борта, и все, кто находился в обеих шлюпках, выбрались невредимыми. Бизли и остальные выжившие были подобраны пароходом «Карпатия» ранним утром 15 апреля.
Образ Бизли в фильме «Спасите „Титаник“» (1979) создан актёром Дэвидом Уорнером. Бизли также сыгран Лоуренсом Беннеттом в 1999 году в музыкальной сценической адаптации трагедии «Титаника».